# Grand Prix Hassan II 2001 - Qualificazioni doppio
Le qualificazioni del doppio  del Grand Prix Hassan II 2001 sono state un torneo di tennis preliminare per accedere alla fase finale della manifestazione. I vincitori dell'ultimo turno sono entrati di diritto nel tabellone principale. In caso di ritiro di uno o più giocatori aventi diritto a questi sono subentrati i lucky loser, ossia i giocatori che hanno perso nell'ultimo turno ma che avevano una classifica più alta rispetto agli altri partecipanti che avevano comunque perso nel turno finale.
Le qualificazioni del doppio del torneo Grand Prix Hassan II 2001 prevedevano 4 coppie partecipanti di cui una è entrata nel tabellone principale.

## Teste di serie
1. Julián Alonso /  Sargis Sargsian (primo turno)

1. Guillermo Cañas /  Rainer Schüttler (Qualificati)

## Tabellone

### Legenda
| - Q = Qualificato - WC = Wild card - LL = Lucky loser | - ALT = Alternate - SE = Special Exempt - PR = Protected Ranking | - w/o = Walkover - r = Ritirato - d = Squalificato |

|  | Primo turno | Primo turno                       | Primo turno                       | Primo turno | Primo turno |  |  | Ultimo turno | Ultimo turno                     | Ultimo turno                     | Ultimo turno | Ultimo turno |  |
|  |             |                                   |                                   |             |             |  |  |              |                                  |                                  |              |              |  |
|  |             | Tommy Robredo Olivier Rochus      | Tommy Robredo Olivier Rochus      | 6           | 6           |  |  |              |                                  |                                  |              |              |  |
|  | 1           | Julián Alonso Sargis Sargsian     | Julián Alonso Sargis Sargsian     | 3           | 4           |  |  |              | Tommy Robredo Olivier Rochus     | Tommy Robredo Olivier Rochus     | 0            | 1            |  |
|  | 2           | Guillermo Cañas Rainer Schüttler  | Guillermo Cañas Rainer Schüttler  | 6           | 6           |  |  | 2            | Guillermo Cañas Rainer Schüttler | Guillermo Cañas Rainer Schüttler | 6            | 6            |  |
|  |             | Hicham Karmoussi Nabile Taslimant | Hicham Karmoussi Nabile Taslimant | 1           | 3           |  |  |              |                                  |                                  |              |              |  |